# Notopeplum
Notopeplum là một chi ốc biển, là động vật thân mềm chân bụng sống ở biển trong họ Volutidae.

## Các loài
Các loài thuộc chi Notopeplum bao gồm:
- Notopeplum annulatum Wilson, 1972[2]
- Notopeplum cossignanii Poppe, 1999[3]
- Notopeplum translucidum (Verco, 1896)[4]